# Temporada 1979-80 de los New Jersey Nets
La temporada 1979-80 fue la cuarta de los New Jersey Nets en la NBA, tras la fusión de la liga con la ABA, donde había jugado nueve temporadas, y la tercera en su nueva ubicación en Nueva Jersey. La temporada regular acabó con 34 victorias y 48 derrotas, ocupando el décimo puesto de la conferencia Este, no logrando clasificarse para los playoffs.

## Elecciones en elDraft
| Ronda | Puesto | Jugador        | Posición  | Nacionalidad   | Universidad         |
| ----- | ------ | -------------- | --------- | -------------- | ------------------- |
| 1     | 8      | Calvin Natt    | Alero     | Estados Unidos | Louisiana-Monroe    |
| 1     | 11     | Cliff Robinson | Ala-Pívot | Estados Unidos | Southern California |
| 5     | 95     | Jim Abromaitis | Ala-Pívot | Estados Unidos | Connecticut         |

## Temporada regular
| División Central     | División Central | División Central | División Central | División Central | División Central | División Central | División Central | División Central |
| Equipo               | G                | P                | %                | PD               | Casa             | Fuera            | Div              |                  |
| -------------------- | ---------------- | ---------------- | ---------------- | ---------------- | ---------------- | ---------------- | ---------------- | ---------------- |
| y-Boston Celtics     | 61               | 21               | .744             | –                | 35–6             | 26–15            | 17–7             |                  |
| x-Philadelphia 76ers | 59               | 23               | .720             | 2                | 36–5             | 23–18            | 19–5             |                  |
| x-Washington Bullets | 39               | 43               | .476             | 22               | 24–17            | 15–26            | 9–15             |                  |
| New York Knicks      | 39               | 43               | .476             | 22               | 25–16            | 14–27            | 8–16             |                  |
| New Jersey Nets      | 34               | 48               | .415             | 27               | 22–19            | 12–29            | 7–17             |                  |

## Estadísticas
| Rk | Jugador             | Edad | P  | PT | MP   | TC  | TCI  | %TC  | T3  | T3I | %T3  | TL  | TLI | %TL  | RO  | RD  | RT  | AS  | RB  | TAP | BP  | FP  | PTS  |
| -- | ------------------- | ---- | -- | -- | ---- | --- | ---- | ---- | --- | --- | ---- | --- | --- | ---- | --- | --- | --- | --- | --- | --- | --- | --- | ---- |
| 1  | Calvin Natt         | 23   | 53 |    | 38.6 | 7.9 | 16.6 | .479 | 0.0 | 0.1 | .200 | 3.8 | 5.3 | .711 | 3.3 | 6.4 | 9.7 | 2.1 | 1.5 | 0.4 | 2.5 | 2.8 | 19.7 |
| 2  | Eddie Jordan        | 25   | 82 |    | 32.4 | 5.3 | 12.4 | .430 | 0.1 | 0.6 | .250 | 2.5 | 3.1 | .779 | 0.8 | 2.5 | 3.3 | 6.8 | 2.7 | 0.3 | 3.1 | 2.9 | 13.3 |
| 3  | Maurice Lucas       | 27   | 22 |    | 32.2 | 5.8 | 11.9 | .490 | 0.0 | 0.2 | .000 | 3.6 | 4.6 | .775 | 2.6 | 7.0 | 9.6 | 3.8 | 0.9 | 1.2 | 3.2 | 3.7 | 15.2 |
| 4  | Mike Newlin         | 31   | 78 |    | 32.2 | 7.8 | 17.0 | .460 | 0.6 | 1.9 | .296 | 4.7 | 5.3 | .884 | 1.3 | 2.1 | 3.4 | 4.0 | 1.5 | 0.1 | 3.0 | 2.5 | 20.9 |
| 5  | Jan van Breda Kolff | 28   | 82 |    | 29.3 | 2.6 | 5.6  | .463 | 0.1 | 0.2 | .350 | 1.6 | 1.9 | .839 | 1.3 | 4.0 | 5.2 | 3.0 | 1.2 | 0.9 | 1.9 | 3.7 | 6.8  |
| 6  | John Williamson     | 28   | 28 |    | 27.5 | 7.4 | 16.5 | .447 | 0.3 | 0.7 | .421 | 2.7 | 3.1 | .864 | 0.9 | 1.1 | 1.9 | 3.1 | 0.9 | 0.3 | 1.5 | 2.5 | 17.7 |
| 7  | George Johnson      | 31   | 81 |    | 26.2 | 3.1 | 6.7  | .457 | 0.0 | 0.0 | .000 | 1.1 | 1.6 | .706 | 2.4 | 5.1 | 7.4 | 2.1 | 0.7 | 3.2 | 2.5 | 3.9 | 7.2  |
| 8  | Rich Kelley         | 26   | 57 |    | 25.7 | 3.3 | 7.0  | .466 | 0.0 | 0.1 | .000 | 3.5 | 4.4 | .788 | 2.7 | 4.2 | 7.0 | 2.2 | 0.9 | 1.4 | 2.7 | 3.8 | 10.0 |
| 9  | Cliff Robinson      | 19   | 70 |    | 23.7 | 5.6 | 11.9 | .469 | 0.0 | 0.1 | .250 | 2.4 | 3.5 | .694 | 2.5 | 4.7 | 7.2 | 1.4 | 0.9 | 0.5 | 2.0 | 2.5 | 13.6 |
| 10 | Roger Phegley       | 23   | 28 |    | 19.3 | 4.5 | 9.3  | .485 | 0.1 | 0.1 | .500 | 2.6 | 3.0 | .880 | 0.9 | 1.6 | 2.5 | 1.1 | 0.5 | 0.1 | 1.8 | 1.9 | 11.7 |
| 11 | Winford Boynes      | 22   | 64 |    | 17.2 | 3.5 | 7.3  | .473 | 0.0 | 0.1 | .000 | 1.6 | 2.1 | .765 | 0.8 | 1.3 | 2.1 | 1.5 | 0.9 | 0.3 | 1.5 | 2.1 | 8.5  |
| 12 | Bob Elliott         | 24   | 54 |    | 13.4 | 1.9 | 4.2  | .443 | 0.0 | 0.1 | .250 | 1.9 | 2.8 | .684 | 1.2 | 2.2 | 3.4 | 1.0 | 0.5 | 0.3 | 1.6 | 1.8 | 5.7  |
| 13 | Tim Bassett         | 28   | 7  |    | 13.1 | 1.1 | 3.1  | .364 | 0.0 | 0.0 |      | 1.1 | 1.7 | .667 | 1.0 | 1.6 | 2.6 | 0.6 | 0.7 | 0.0 | 0.6 | 2.0 | 3.4  |
| 14 | Robert Smith        | 24   | 59 |    | 12.5 | 1.9 | 4.3  | .445 | 0.1 | 0.4 | .308 | 1.3 | 1.5 | .862 | 0.3 | 1.0 | 1.3 | 1.4 | 0.4 | 0.1 | 0.9 | 1.7 | 5.2  |
| 15 | Phil Jackson        | 34   | 16 |    | 12.1 | 1.8 | 2.9  | .630 | 0.0 | 0.1 | .000 | 0.4 | 0.6 | .700 | 0.8 | 0.8 | 1.5 | 0.8 | 0.3 | 0.3 | 0.6 | 2.2 | 4.1  |
| 16 | Ralph Simpson       | 30   | 8  |    | 10.1 | 2.3 | 5.9  | .383 | 0.0 | 0.3 | .000 | 0.6 | 1.3 | .500 | 0.8 | 0.6 | 1.4 | 1.8 | 1.1 | 0.0 | 1.5 | 0.4 | 5.1  |